# Bahnstrecke Kaiserslautern–Enkenbach
| |                      |                                     |                                     |
| Streckennummer: | 3303                 |                                     |                                     |
| Kursbuchstrecke (DB): | 672                  |                                     |                                     |
| Kursbuchstrecke: | 272c (1946)          |                                     |                                     |
| Spurweite: | 1435 mm (Normalspur) |                                     |                                     |
| |                      |                                     |                                     |
| \| \| \| von Saarbrücken \| \| \| \| 0,0 \| Kaiserslautern Hbf \| Kaiserslautern Hbf \| \| \| \| nach Mannheim \| \| \| \| \| Bundesstraße 37 \| \| \| \| 2,5 \| Kaiserslautern Nord \| Kaiserslautern Nord \| \| \| \| Mannheimer Straße \| \| \| \| \| Friedenstraße \| \| \| \| \| Landesstraße 395 \| \| \| \| \| Bundesautobahn 6 \| \| \| \| \| Autobahndreieck Kaiserslautern \| \| \| \| \| Landesstraße 395 \| \| \| \| 5,5 \| Eselsfürth zur US Army \| Eselsfürth zur US Army \| \| \| 9,2 \| Fröhnerhof \| Fröhnerhof \| \| \| \| Kreisstraße 44 \| \| \| \| \| Schützenkanzel-Tunnel (57 m[1]) \| \| \| \| \| Bundesstraße 48 \| \| \| \| \| von Hochspeyer \| \| \| \| 13,1 \| Enkenbach \| 297 m \| \| \| \| nach Bad Münster und nach Grünstadt \| \| |                      |                                     |                                     |
| Strecke |                      | von Saarbrücken                     | von Saarbrücken                     |
| Bahnhof | 0,0                  | Kaiserslautern Hbf                  | Kaiserslautern Hbf                  |
| Abzweig geradeaus und nach rechts |                      | nach Mannheim                       | nach Mannheim                       |
| Brücke |                      | Bundesstraße 37                     | Bundesstraße 37                     |
| ehemaliger Bahnhof | 2,5                  | Kaiserslautern Nord                 | Kaiserslautern Nord                 |
| Brücke |                      | Mannheimer Straße                   | Mannheimer Straße                   |
| Brücke |                      | Friedenstraße                       | Friedenstraße                       |
| Strecke mit Straßenbrücke |                      | Landesstraße 395                    | Landesstraße 395                    |
| Strecke mit Straßenbrücke |                      | Bundesautobahn 6                    | Bundesautobahn 6                    |
| Strecke mit Straßenbrücke |                      | Autobahndreieck Kaiserslautern      | Autobahndreieck Kaiserslautern      |
| Strecke mit Straßenbrücke |                      | Landesstraße 395                    | Landesstraße 395                    |
| Blockstelle | 5,5                  | Eselsfürth zur US Army              | Eselsfürth zur US Army              |
| ehemaliger Dienststation / Betriebs- oder Güterbahnhof | 9,2                  | Fröhnerhof                          | Fröhnerhof                          |
| Brücke |                      | Kreisstraße 44                      | Kreisstraße 44                      |
| Tunnel |                      | Schützenkanzel-Tunnel (57 m)        | Schützenkanzel-Tunnel (57 m)        |
| Brücke |                      | Bundesstraße 48                     | Bundesstraße 48                     |
| Abzweig geradeaus und von rechts |                      | von Hochspeyer                      | von Hochspeyer                      |
| Bahnhof | 13,1                 | Enkenbach                           | 297 m                               |
| Abzweig geradeaus und ehemals nach links |                      | nach Bad Münster und nach Grünstadt | nach Bad Münster und nach Grünstadt |

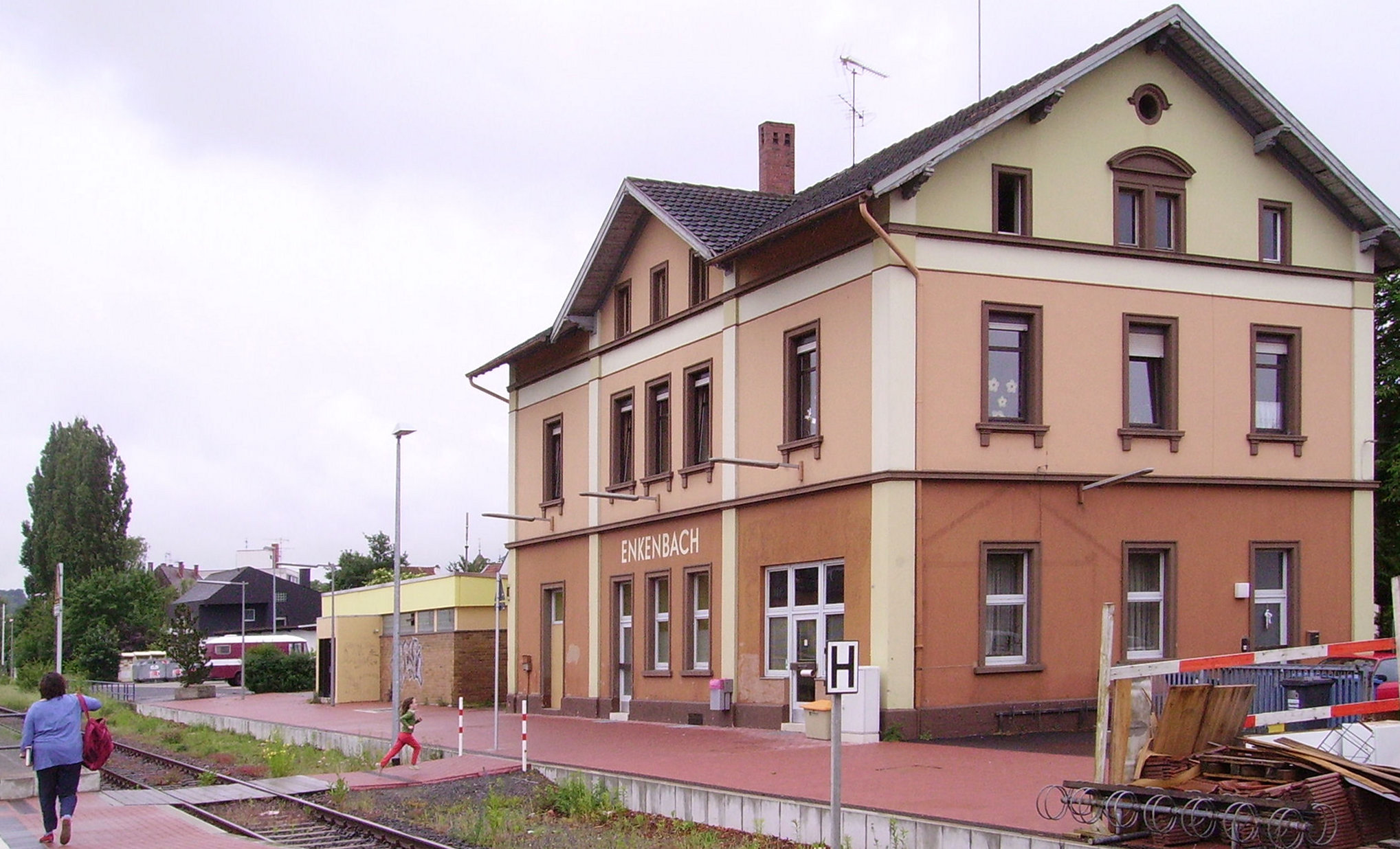
Bahnhof Enkenbach

Die Bahnstrecke Kaiserslautern–Enkenbach ist eine eingleisige Hauptbahn in der Westpfalz. Sie wurde 1875 als Abkürzung für Züge auf der Alsenztalbahn errichtet, die nach Kaiserslautern verkehrten. In den Folgejahrzehnten verkehrten mehrere Schnellzüge über diese Verbindung. Der Personenverkehr wurde zunächst 1987 eingestellt, zehn Jahre später jedoch wiederaufgenommen.

## Geschichte

### Planung, Bau und Eröffnung (1870–1875)
Schon 1863 wurde in einer Denkschrift für eine Bahn von Kaiserslautern über Kirchheimbolanden bis zum Anschluss an die rheinhessische Grenze in Alzey geworben, die sogenannte Donnersbergerbahn. Der Streckenverlauf wurde parallel zu einer schon damals wichtigen Fernverkehrsstraße geplant, der heutigen B 40 bzw. der A 63. In deren Verlauf wurde erstmals eine Streckenführung von Kaiserslautern über Enkenbach konzipiert. Da man negative Auswirkungen auf den Betrieb und vor allem die Erträge der Pfälzischen Ludwigsbahn befürchtete wurde von einer Realisierung Abstand genommen.
Nach dem Deutsch-Französischen Krieg von 1870 und 1871 trat in Südwestdeutschland ein vermehrtes Interesse an strategischen Bahnen auf. Im Zuge dessen wurden Forderungen nach einer direkten Verbindung zwischen Kaiserslautern und Enkenbach laut, da der bisherige Weg über Hochspeyer hierfür als zu umständlich galt, erst recht, nachdem in den Jahren 1873 und 1874 die Zellertalbahn Langmeil–Monsheim sowie die Donnersbergbahn Alzey–Marnheim fertiggestellt worden waren. Eigens dafür stellte die Stadt Kaiserslautern entsprechend Gelände zur Verfügung. Die Verbindung Kaiserslautern–Enkenbach ging schließlich am 15. Mai 1875 in Betrieb. Zwischenstationen dieser Verbindungsstrecke waren „Kaiserslautern Nord“ und „Eselsfürth“.

### Entwicklung bis zum Zweiten Weltkrieg (1875–1945)
Betreiber der Bahn wurde die Gesellschaft der Pfälzischen Nordbahnen. Da die Verbindung Enkenbach–Eselsfürth–Kaiserslautern kürzer ist als der Weg über Hochspeyer, fuhren in der Folgezeit die meisten Züge – vor allem Fernzüge – in Richtung Kaiserslautern über Eselsfürth. In die Gegenrichtung befuhren sie bis Langmeil die Alsenztalbahn und von dort aus ins Rhein-Main-Gebiet über Worms nach Frankfurt am Main beziehungsweise über Alzey bis nach Mainz. Obwohl ursprünglich vorgesehen war, sie zweigleisig auszubauen, blieb sie stets eingleisig.
Am 1. Januar 1909 ging die Strecke zusammen mit den übrigen Bahnstrecken innerhalb der Pfalz in das Eigentum der Königlich Bayerischen Staatseisenbahnen über.
Am 1. April 1920 wurde die Strecke Eigentum der Deutschen Reichsbahn. 1922 erfolgte die Eingliederung der Strecke in die neu gegründete Reichsbahndirektion Ludwigshafen. Nachdem die 1876 eröffnete Eistalbahn Grünstadt–Eisenberg 1932 bis nach Enkenbach verlängert worden war, wurden deren Züge teilweise über die Verbindungsstrecke bis nach Kaiserslautern durchgebunden. Im Zuge der Auflösung der Ludwigshafener Direktion wechselte der Abschnitt Kaiserslautern–Eselsfürth zum 1. April 1937 in den Zuständigkeitsbereich der Direktion Saarbrücken, während für den restlichen Streckenteil die Mainzer Behörde zuständig war.

### Jüngere Vergangenheit
Nach dem Zweiten Weltkrieg gelangten alle Bahnstrecken im nördlichen Teil der französischen Besatzungszone – dem späteren Land Rheinland-Pfalz – zur Eisenbahndirektion Mainz und mit dieser später zur Deutschen Bundesbahn (DB), so auch die Bahnstrecke Kaiserslautern–Enkenbach. Vom Bund erhielt die DB finanzielle Zuwendungen, die im Rahmen des Kalten Krieges auf den Erhalt der Strecke aus strategischen Gründen abzielten. 1966 wurde – zumindest abschnittweise – die Fernmelde-Freileitung entlang der Strecke durch ein Fernmeldekabel ersetzt. Am 1. August 1971 gelangte die Strecke im Zuge der Auflösung der Mainzer Direktion in den Zuständigkeitsbereich ihres Saarbrücker Pendants.
Am 29. Mai 1987 wurde der Personenverkehr auf der Strecke zunächst eingestellt. Militärische Aspekte verhinderten die Streckenstilllegung. Ein Jahr später diente sie nach dem Eisenbahnunfall im Heiligenberg-Tunnel an der Bahnstrecke Mannheim–Saarbrücken und der folgenden Sperrung zwischen Kaiserslautern und Hochspeyer für rund drei Tage als Umleitungsstrecke für die Züge der Alsenztalbahn und einen Teil der Züge zwischen Saarbrücken nach Mannheim. Letztere bekamen aufgrund der fehlenden Oberleitung eine Diesellokomotive vor die Elektrolok gespannt und mussten sowohl in Enkenbach als auch in Hochspeyer Kopf machen, um anschließend wieder ihrem regulären Fahrweg zu folgen.
Am 1. Juni 1997 wurde der Personenverkehr auf der Strecke wiederaufgenommen, um Zügen entlang der Alsenztalbahn, die nach Kaiserslautern führen, den Umweg über Hochspeyer zu ersparen. Eine Bedienung der beiden Zwischenstationen bleibt jedoch seither aus.
Vom 31. März 2021 bis zum 5. April 2021 diente die Strecke als Umleitungsstrecke für den baubedingt gesperrten Heiligenberg-Tunnel. Hierfür wurde zusätzlich im Zweistundentakt ein Regionalexpress zwischen Kaiserslautern und Neustadt mit nur einem Zwischenhalt in Enkenbach eingesetzt.

## Streckenverlauf
Die Strecke beginnt im Kaiserslauterer Hauptbahnhof und verläuft zunächst gemeinsam mit der Bahnstrecke Mannheim–Saarbrücken in die östliche Richtung, um anschließend nach Norden abzubiegen. Danach überquert sie die Bundesstraße 37 und erreicht den Bahnhof Kaiserslautern Nord. Danach folgt ein erneuter Richtungsverlauf nach Nordosten, wo sie die Bundesautobahn 6 unterquert und parallel zum Eselsbach verläuft. Dort liegt der Bahnhof Eselsfürth. Einige Kilometer weiter östlich erreicht sie den südlichen Rand des Siedlungsgebiets von Enkenbach. Dort passiert sie in Form des Schützenkanzel-Tunnel die Wasserscheide zwischen Lauter und Alsenz und mündet kurz nach Unterquerung der Bundesstraße 48 in die aus Hochspeyer kommende Alsenztalbahn, um mit gemeinsam mit dieser den Bahnhof Enkenbach zu erreichen.

## Verkehr
1985 verkehrten letztmals planmäßig Schnellzüge über die Strecke. Diese führten von Paris über die Alsenztalbahn und Mainz bis nach Frankfurt. Seit dem Jahr 1997 verkehren (von einigen Fahrplanwechseln abgesehen) die meisten Züge zur Alsenztalbahn direkt über die Strecke nach Enkenbach, wobei diese ohne Zwischenhalt bedient wird. Seit dem Jahr 2017 wird die Strecke zusätzlich von Zügen des Betreibers VLEXX (Tochtergesellschaft der bayer. Länderbahnen) befahren (RE 17 von Kaiserslautern nach Koblenz via Bad Kreuznach, sowie einzelne RE-Züge am frühen Morgen nach Mainz, mit Laufweg via Bad Kreuznach – Ingelheim).

## Betriebsstellen

### Kaiserslautern Hauptbahnhof

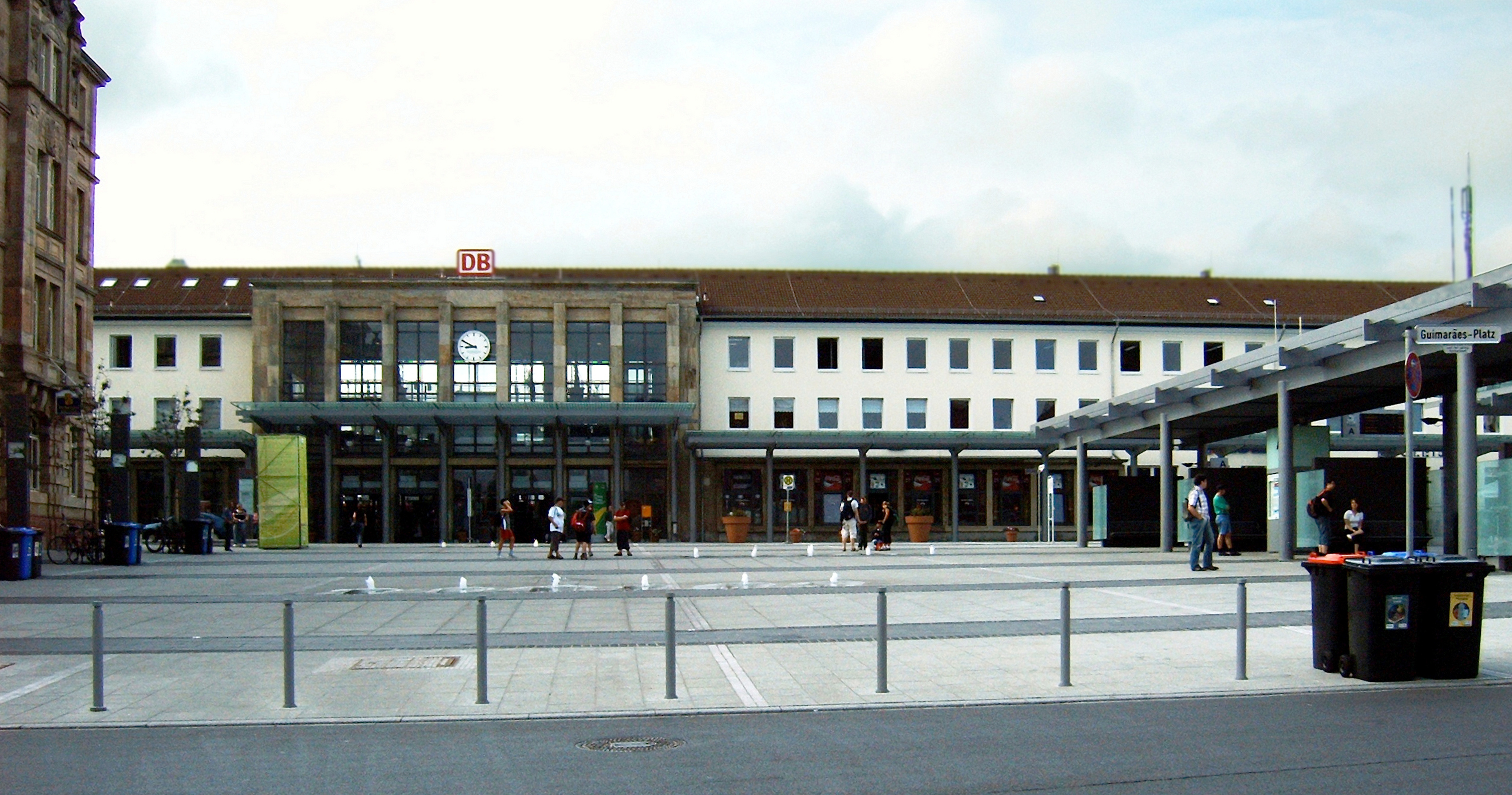
Kaiserslautern Hbf., Ausgangspunkt der Bahnstrecke Kaiserslautern–Enkenbach

Der Bahnhof wurde am 1. Juli 1848 eröffnet, als der Abschnitt Homburg–Kaiserslautern der Pfälzischen Ludwigsbahn in Betrieb genommen wurde. Erst ein halbes Jahr später erfolgte die Verlängerung bis nach Frankenstein, ehe 1849 die damalige Strecke von der Rheinschanze bis Bexbach durchgängig befahrbar war. Trotz seiner großen Bedeutung wurde er erst 1875 mit Eröffnung der Bahnstrecke Kaiserslautern–Enkenbach und damit vergleichsweise spät zum Eisenbahnknotenpunkt. Zusätzlich an Bedeutung gewann er durch Eröffnung der Lautertalbahn 1883 und der Vollendung der Biebermühlbahn nach Pirmasens 1913.

### Kaiserslautern Nord
Der Bahnhof befand sich am nordöstlichen Stadtrand. Das Empfangsgebäude wurde aus rotem Sandstein errichtet und war somit typisch für Bauten der Gesellschaft der Pfälzischen Nordbahnen. Bereits vor der vorübergehenden Einstellung des Personenverkehrs wurde er aufgelassen, bis heute halten an ihm keine Personenzüge mehr. Im Gebäude befindet sich heute eine Einrichtung der Lebenshilfe Westpfalz.
Im Rahmen der Stationsoffensive des Landes Rheinland-Pfalz soll der Haltepunkt reaktiviert werden.

### Eselsfürth
Der Bahnhof befindet sich auf Höhe der zu Kaiserslautern gehörenden Siedlung Eselsfürth. Der Bahnhof verfügte über ein mechanisches Wärterstellwerk in Einheitsbauart, das 1938 in Betrieb genommen wurde und für den Bahnbetrieb inzwischen keine Rolle mehr spielt. Es ging 2007 außer Betrieb und wurde im März 2024 abgerissen. Sein Empfangsgebäude entstand ebenfalls in den 1930er Jahren. Mittlerweile halten an diesem Bahnhof keine Personenzüge mehr. Bei ihm zweigt ein Anschlussgleis in eine US-Kaserne ab.

### Fröhnerhof
Der Betriebsbahnhof Fröhnerhof wurde zum 5. Oktober 1952 in Betrieb genommen und bis zum 29. Mai 1976 genutzt. Der Betriebsbahnhof schuf auf der eingleisigen Strecke eine Kreuzungsmöglichkeit.

### Enkenbach
Der Bahnhof befindet sich am östlichen Ortsrand von Enkenbach. Er wurde 1870 mit Eröffnung der Alsenztalbahn-Teilstrecke Hochspeyer–Winnweiler in Betrieb genommen. Durch die Eröffnung der Strecke nach Kaiserslautern wurde er zum Eisenbahnknotenpunkt. Ab 1932 war er westlicher Endpunkt der Eistalbahn.